# فرودگاه آبی الما
فرودگاه آبی آلما (به انگلیسی: Alma (Rivière La Grande Décharge) Water Aerodrome) یک فرودگاه همگانی است که یک باند فرود آب دارد. این فرودگاه در کشور کانادا قرار دارد و در ارتفاع ۱۰۷ متری از سطح دریا واقع شده است.